# Atlantic Records Russia
La Atlantic Records Russia (nota precedentemente come Zhara Music) è una etichetta discografica russa appartenente alla corporazione Warner Music Russia: è il ramo russo della Atlantic Records.
L'etichetta, facente parte del gruppo Warner, ha cessato le operazioni pubblicamente nell'industria discografica della Federazione Russa a seguito dell'invasione dell'Ucraina; tuttavia, in un articolo pubblicato da Forbes Russia il 30 aprile 2025, è stato annunciato dalla direttrice di Yandex, azienda che gestice il principale servizio di streaming musicale nel Paese, un «possibile ritorno» dell'azienda in Russia in un mercato incentrato su contenuti in lingua russa.